# Haukipudas

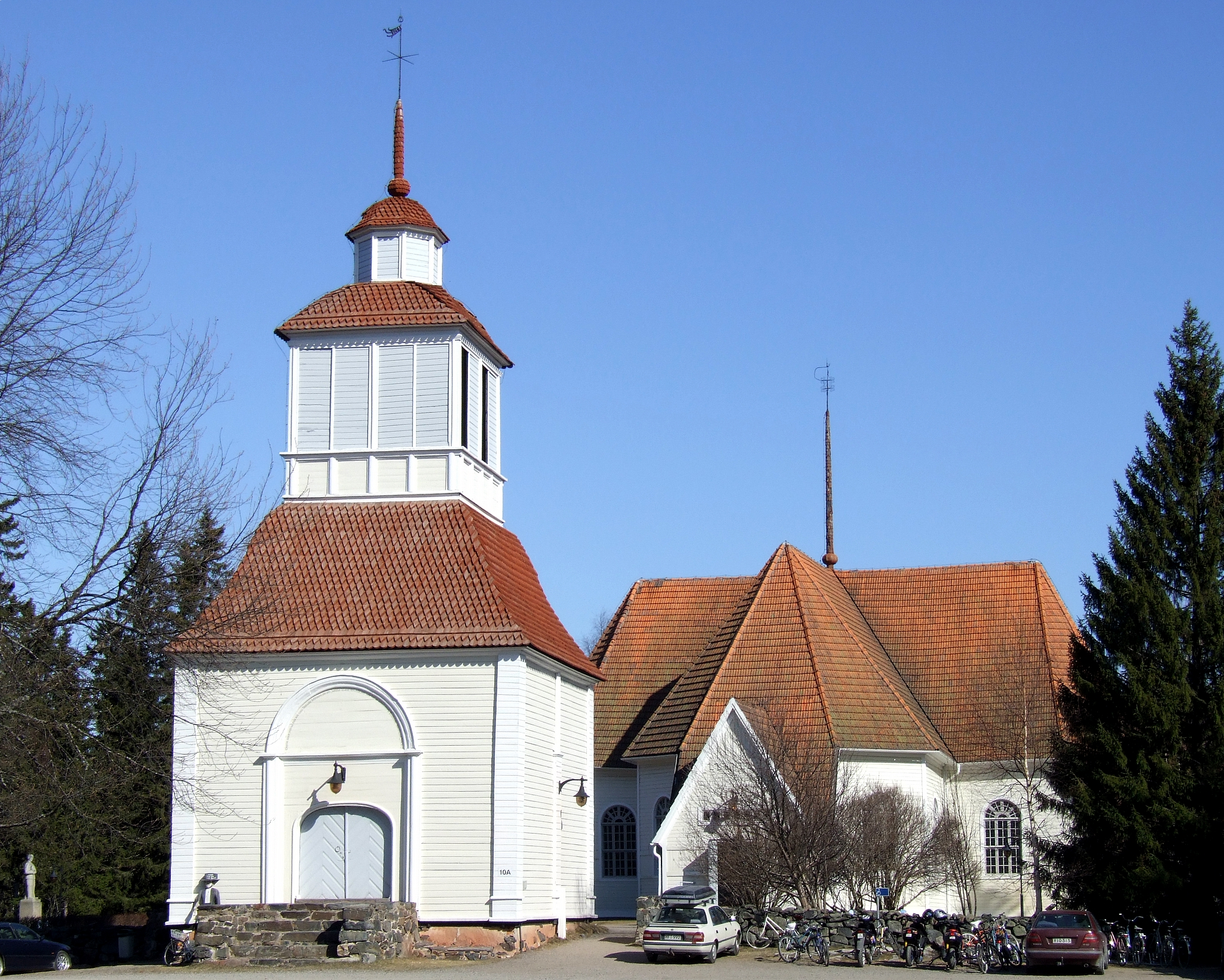
Kostel se zvonicí v Haukipudas

Haukipudas je obec ve finské provincii Severní Pohjanmaa. Na území obce (446,22 km², z toho vodní plochy 9,63 km²) žije asi 17 400 obyvatel. Hustota zalidnění činí 37,4 obyvatel na km². Jediným oficiálním jazykem obce je finština.

## Vesnice v Haukipudas
Kirkonkylä, Santaholma, Ukonkaivos, Martinniemi, Asemakylä, Onkamo, Halosenniemi, Holstinmäki, Häyrysenniemi, Jokikylä, Kalimeenkylä, Kello, Kiviniemi, Parkumäki, Takkuranta, Virpiniemi.

## Památky
- Kostel v Haukipudas. Postaven roku 1762 Zvonice pochází z roku 1751.